# Les challenges de la Marche Verte
Les challenges de la Marche Verte is een serie van eendagswielrenwedstrijden die jaarlijks in februari wordt verreden in Marokko. De wedstrijden werden in 2010 voor het eerst georganiseerd en maken deel uit van de UCI Africa Tour. 

## Winnaars
| Jaar      | GP Sakia El Hamra    | GP Oued Eddahab    | GP Al Massira        |
| --------- | -------------------- | ------------------ | -------------------- |
| 2010      | Mouhssine Lahsaini   | Abdelatif Saadoune | Tarik Chaoufi        |
| 2011      | Niet verreden        | Niet verreden      | Niet verreden        |
| 2012      | Tarik Chaoufi        | Andris Smirnovs    | Ismail Ayoune        |
| 2013      | Essaïd Abelouache    | Adil Jelloul       | Ismail Ayoune        |
| 2014      | Essaïd Abelouache    | Mouhssine Lahsaini | Aleksandar Aleksijev |
| 2015      | Salah Eddine Mraouni | Essaïd Abelouache  | Abdelatif Saadoune   |
| 2016      | Niet verreden        | Niet verreden      | Niet verreden        |
| 2017      | Ahmed Galdoune       | Ivan Balykin       | Ahmet Örken          |
| 2018      | Niet verreden        | Niet verreden      | Niet verreden        |
| 2019      | Hermann Keller       | Jason Oosthuizen   | Gustav Basson        |
| 2020-2021 | Niet verreden        | Niet verreden      | Niet verreden        |
| 2022      | Ahmed Al Mansoori    | Heiko Homrighausen | Jules de Cock        |